# Xarapovka (Lípetsk)
|  | Per a altres significats, vegeu «Xarapovka». |

Xarapovka (en rus: Шараповка) és un poble de l'óblast de Lípetsk, a Rússia, que en el cens del 2010 tenia dotze habitants.